# Henry Allingham
Sir Henry William Allingham (Londra, 6 giugno 1896 – Londra, 18 luglio 2009) è stato un supercentenario britannico che detenne il titolo di persona di sesso maschile più longeva vivente al mondo dal 12 giugno 2009, con la morte del giapponese Tomoji Tanabe, fino al suo stesso decesso. Alla propria morte era inoltre il più anziano superstite della prima guerra mondiale, nonché il più longevo veterano delle British Armed Forces.

## Biografia
Durante il primo conflitto mondiale, Allingham servì l'aviazione della Royal Navy dal settembre 1915, partecipando durante quel periodo alla battaglia dello Jutland; in seguito prestò servizio prestò servizio per la Royal Air Force dall'aprile 1918. Sposatosi, rimase vedovo nel 1970.
Allingham si recava ogni anno a Saint-Omer, nel dipartimento francese del Passo di Calais, a rendere omaggio ai caduti britannici della prima guerra mondiale l'11 novembre, anniversario dell'armistizio di Compiègne del 1918 che pose fine alle ostilità tra gli Stati europei.

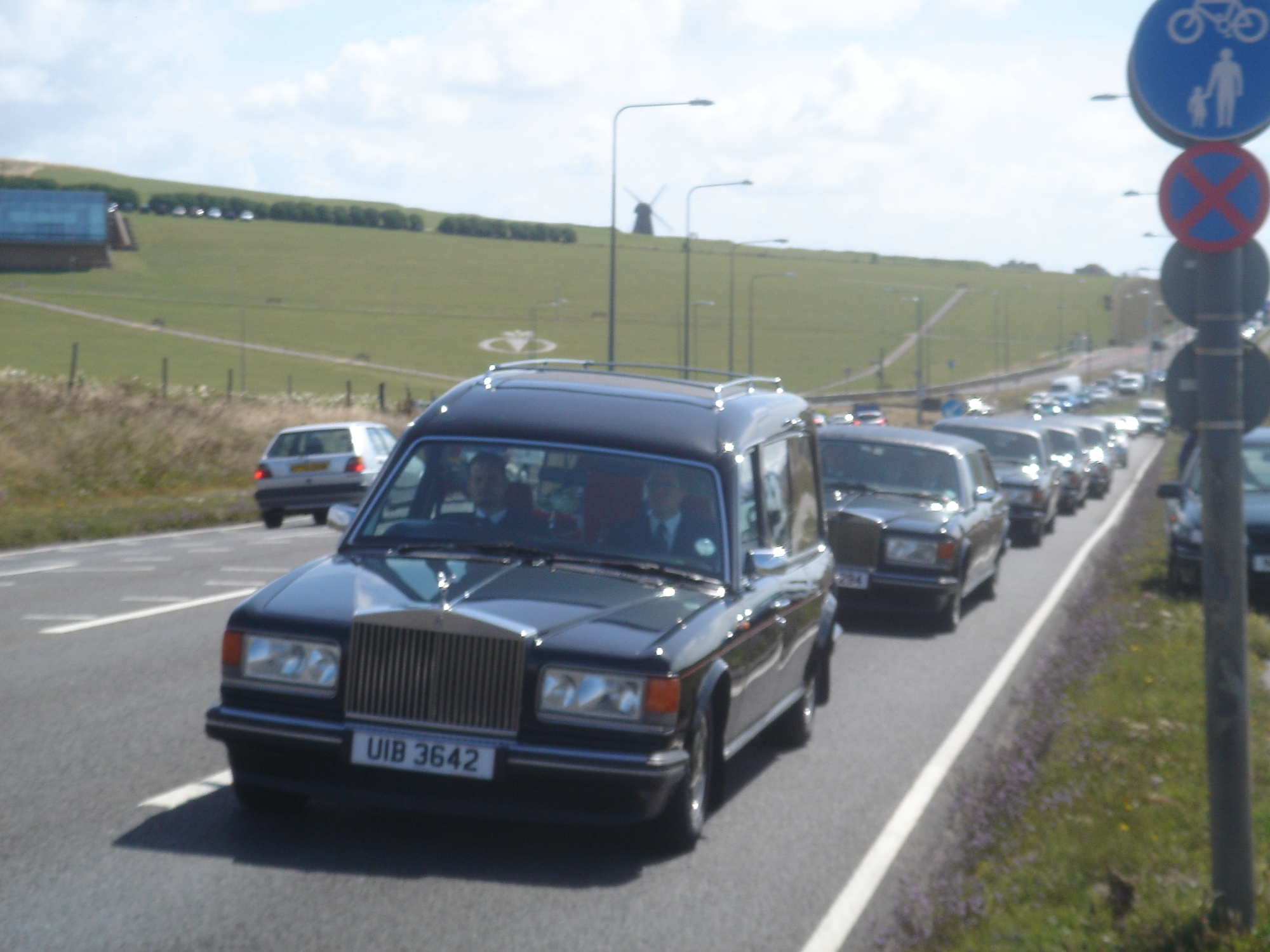
Corteo funebre per Henry Allingham, a Londra, in uscita da St. Dunstan, in viaggio verso la chiesa di St. Nicholas

Il 13 febbraio 2007, Allingham divenne l'uomo britannico ed europeo vivente più longevo, nonché la seconda persona di sesso maschile vivente più anziana al mondo, dopo Tomoji Tanabe; è proprio alla morte del giapponese che Allingham ereditò, il 12 giugno 2009 (oltre due anni più tardi), il titolo di decano maschile dell'umanità. Dichiarò che il segreto della propria longevità erano "le sigarette, il whiskey e le donne molto, molto belle".
Morì nel sonno il 18 giugno 2009, all'età di 113 anni e 42 giorni; il veterano britannico della prima guerra mondiale più anziano divenne così Harry Patch, che morì soltanto una settimana dopo Allingham.